# Château de Corlay
Le château de Corlay est situé sur la commune de Corlay en France.

## Localisation
Le château, on devrait plutôt parler des ruines du château, est situé sur la commune de Corlay dans le département des Côtes-d'Armor, dans la région Bretagne. Le château domine sur son flanc Nord l'étang des Douves et est bordé sur son flanc Sud par la départementale D 767.

## Description
Le chasteau de Corlay, assis en la ville et paroisse dudit Corlay, lequel est clos et fermé de hauts et puissants murs à machicoulis et canonières, et de six grosses tours, et plusieurs corps de logis qui sont presque tous ruinez ; aussy une chapelle et des galeries dont il ne reste que des vestiges, le tout environné de douves et fosses : lequel chasteau, fermé à pont levis, contient en fonds avec ses douves et fossés 137 cordes. Ainsi s'exprimait le 28 juin 1681 dans la déclaration qu'elle rendait au roi, Anne de Rohan, princesse de Guémené, duchesse de Montbazon, comtesse de Rochefort, dame de Montauban et Corlay.

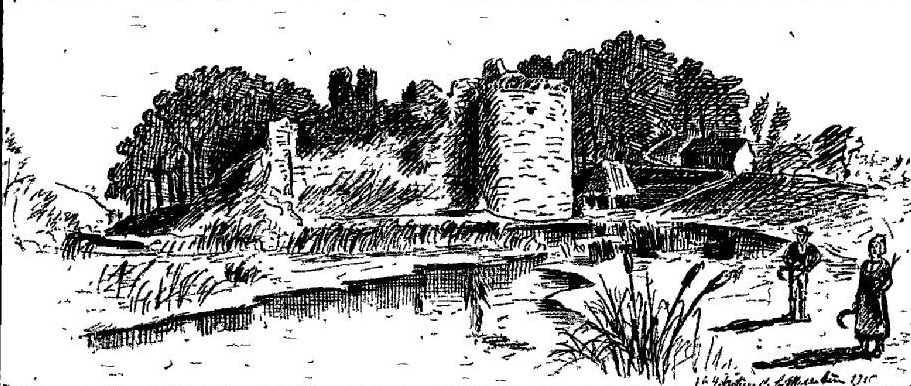
Ruines du château de Corlay en 1896

## Historique
Le château est inscrit au titre des monuments historiques par arrêté du 30 mars 1926.

## Galerie

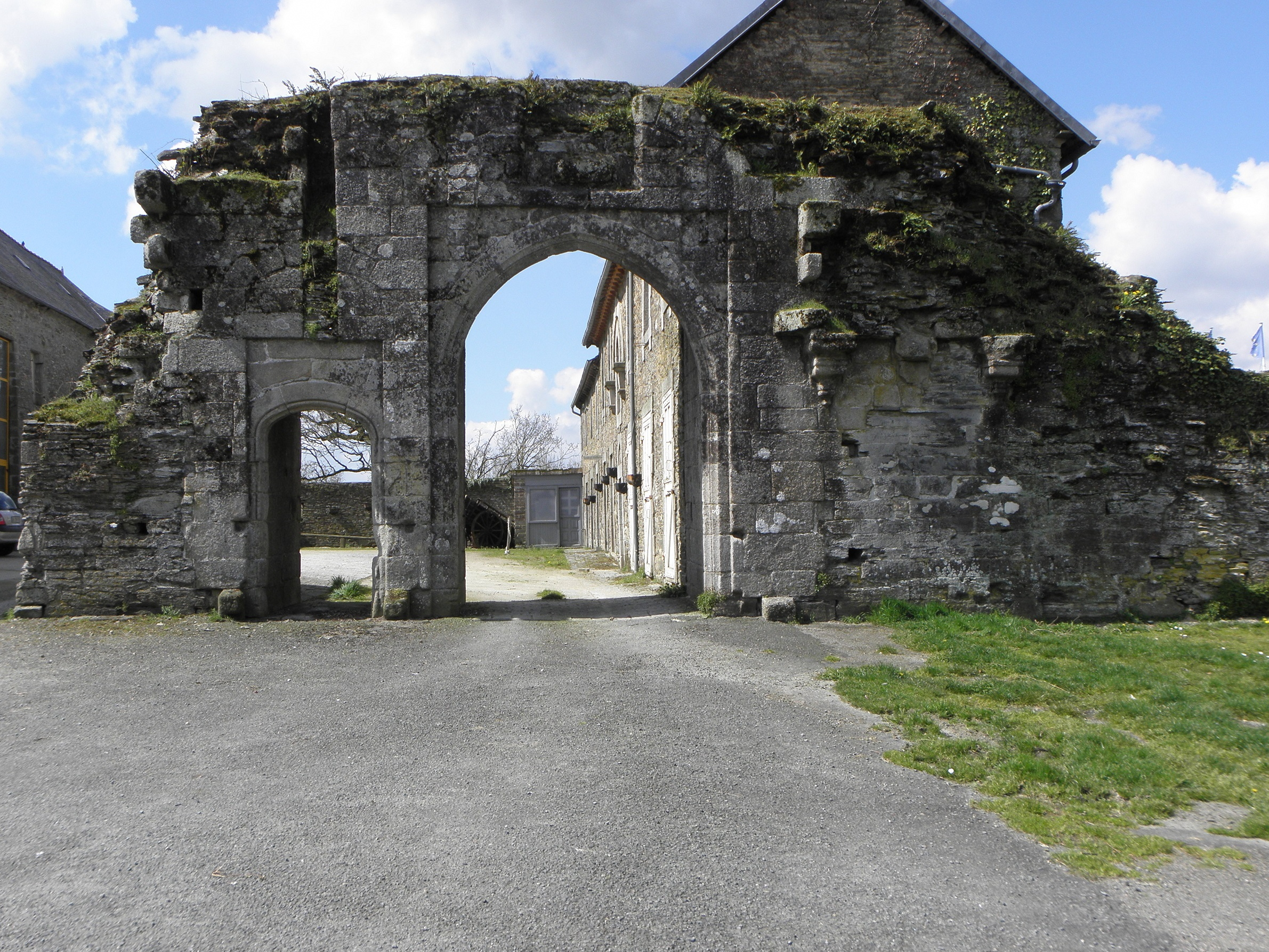
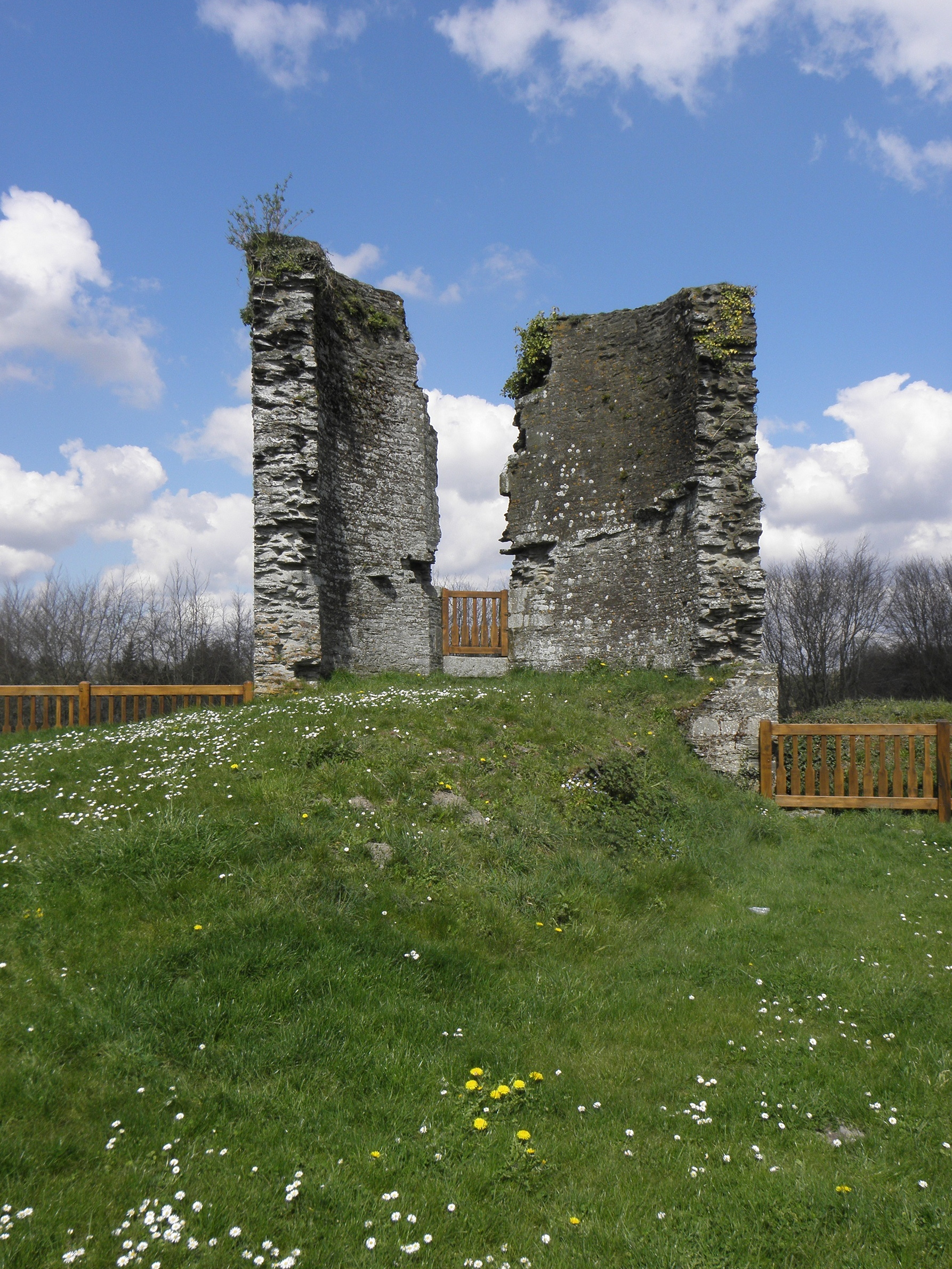
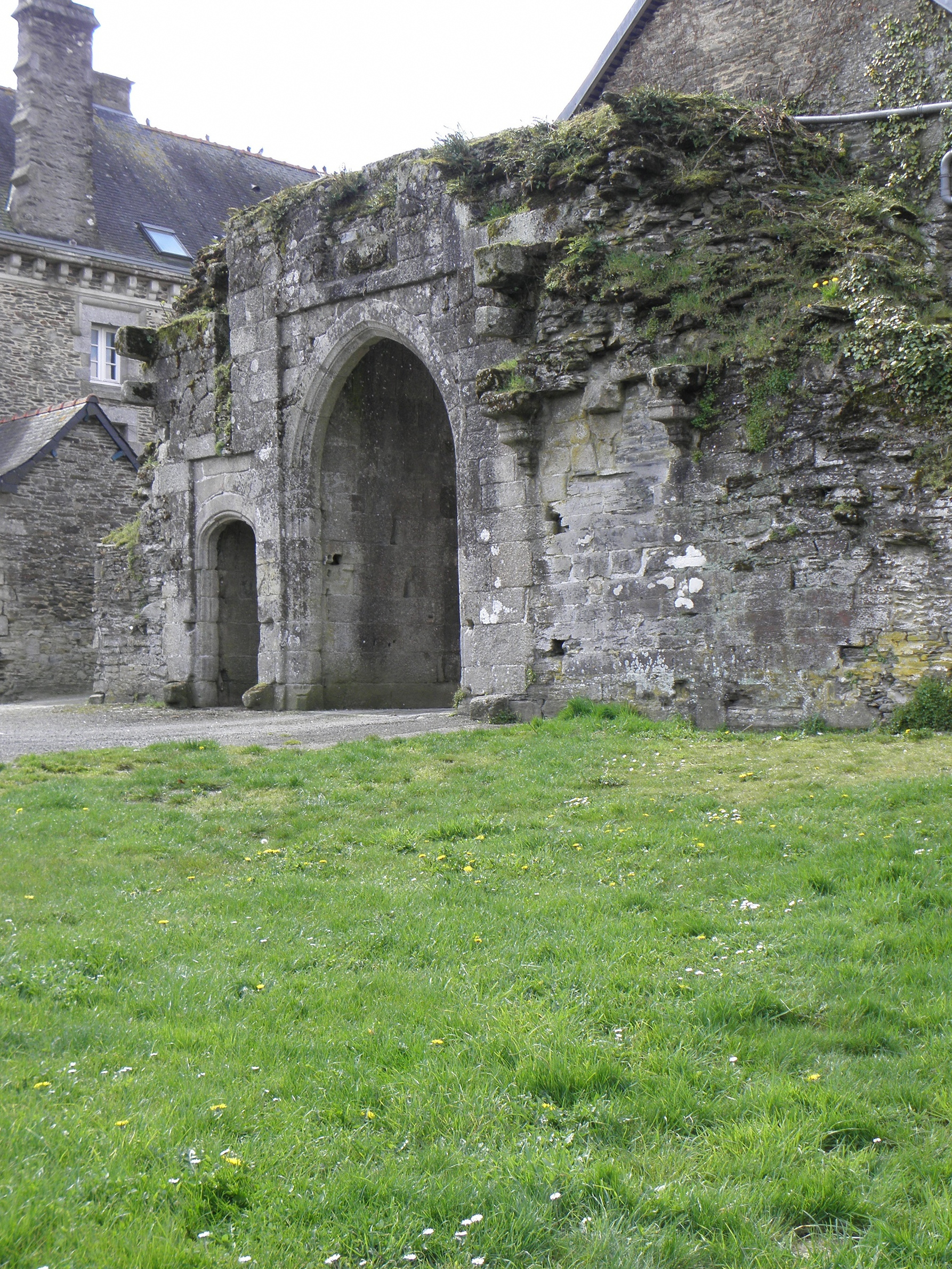
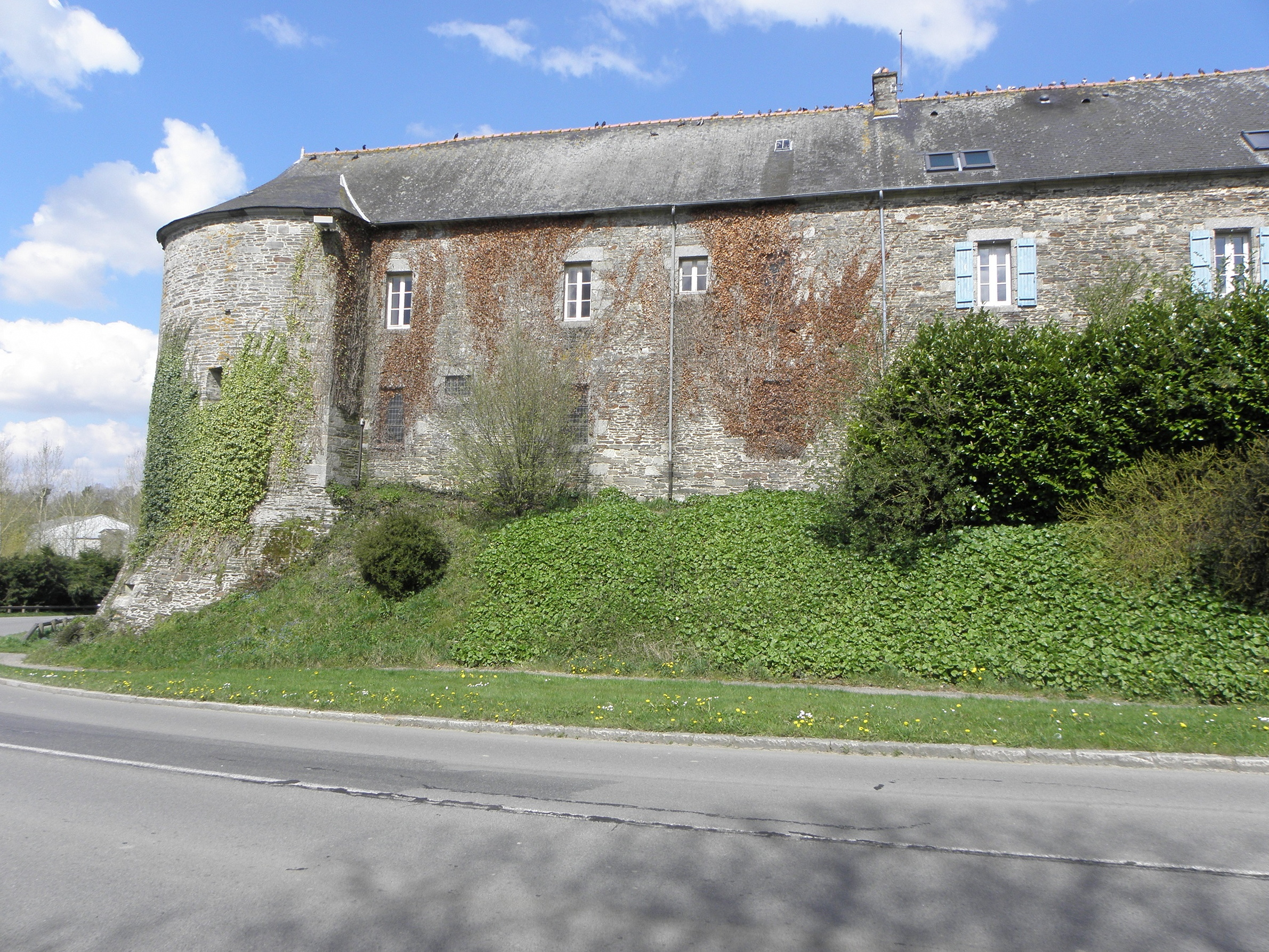
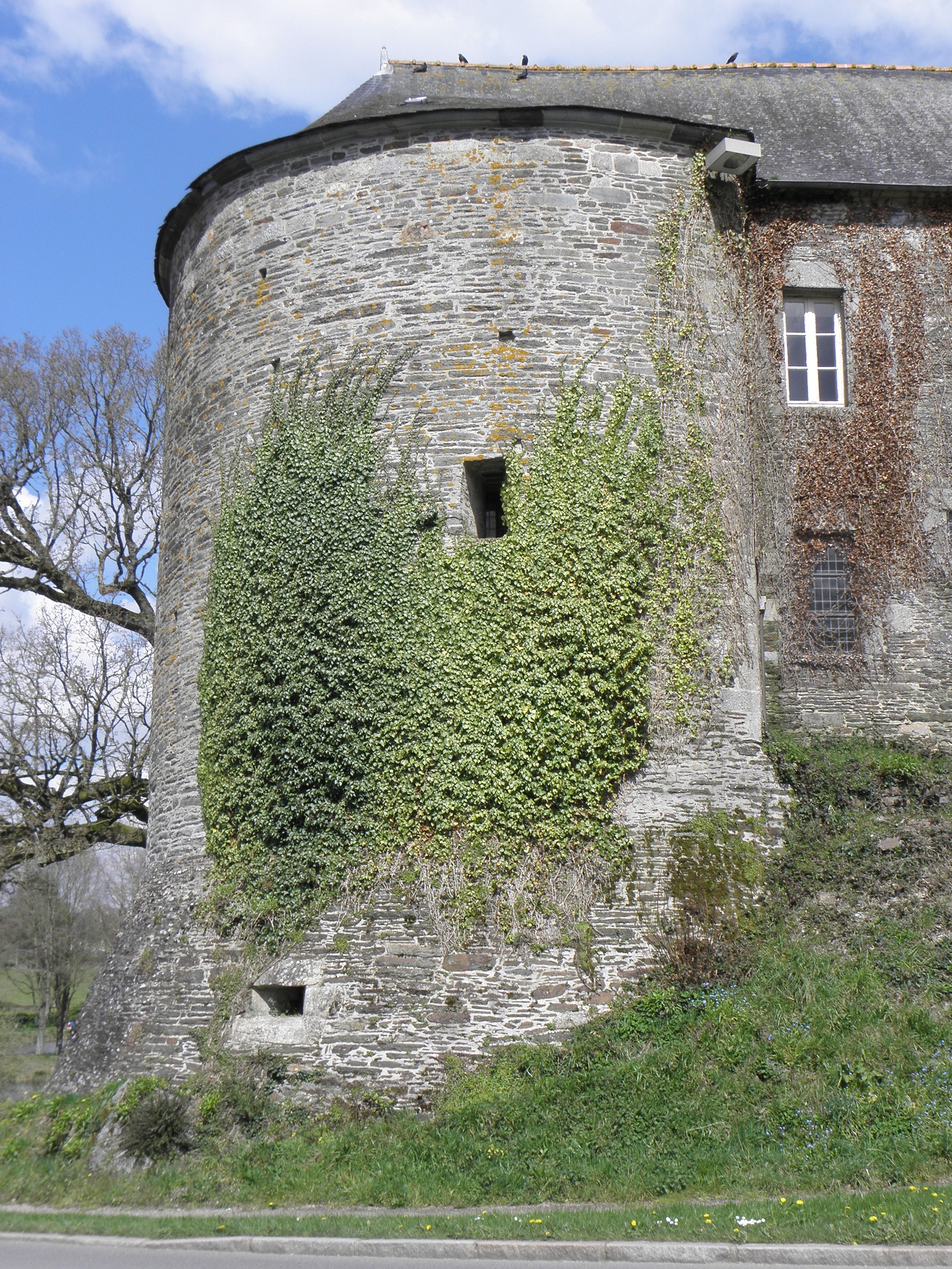
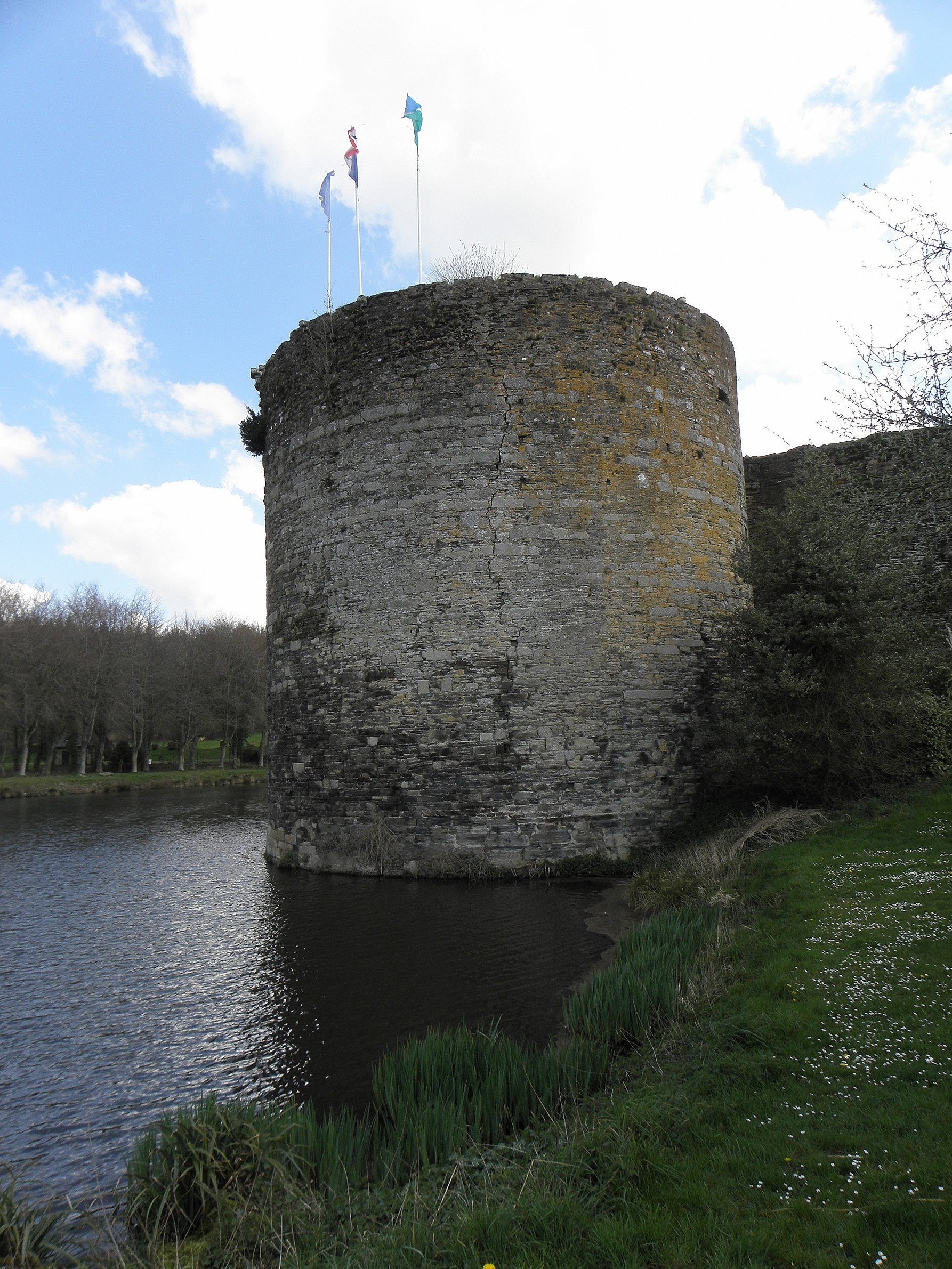